# The Outsiders (serie de televisión)
The Outsiders (conocida como Los forasteros en Hispanoamérica) fue una serie de televisión de coproducción australiana-alemana que se realizó en Australia en 1976. Protagonizada por Andrew Keir como Charlie Cole y el actor alemán Sascha Hehn como Pete Jarrett. También contó con la presencia de otros actores australianos prominentes, entre ellos John Jarratt de Wolf Creek, Wendy Hughes, Leonard Teale, Ray Barrett, Peter Cummins de Sunday Too Far Away, John Meillon de Cocodrilo Dundee, Megan Williams de The Sullivans la fama, John Ewart (la voz del camionero en Change of Image, y Frank Kennedy en Charlie Cole Esq.), Judy Morris, Vicente Bola de A Town Like Alice, Jason Donovan, Terry, el padre de Jason Donovan, Serge Lazaraff de Cash and Company, Peta Toppano, y David Gulpilil. La serie fue rodada en inglés y Sascha Hehn fue doblada por el actor australiano Andrew Harwood. (Para la versión alemana se dobló él mismo.) 

## Trama
Charlie Cole y su nieto Pete Jarrett viajan de pueblo en pueblo por el interior de Australia, buscando trabajos casuales en el camino. En cada lugar se hacen amigos de los lugareños involucrándose en una aventura, que terminaba en la resolución de un misterio, crimen o conflicto local.

## Recepción
La serie tuvo un éxito moderado en Australia, pero inspiró a muchos televidentes alemanes porque retrató a Australia de una manera que satisfizo sus expectativas en un momento en el que una nueva ola de inmigrantes alemanes estaba a punto de venir. Las razones fueron, entre otras, muchas zonas de Alemania estaban  sobrepobladas, los altos costos de vivienda y la belleza de Australia.

## Lista de episodios
1. Drop Out (Abandono)
2. Change of Image (Cambio de imagen)
3. Ghost Town (Pueblo fantasma)
4. Roustabouts
5. Golden Girl (La chica dorada)
6. Rip Off (Arrancar)
7. Bush Boy (El joven Bush)
8. Bad Dream Town (Pueblo de pesadilla)
9. Sophie's Mob (Mafia de Sophie)
10. Charlie Cole Esq.
11. Opal Strike (Huelga de ópalo)
12. Ambush (Emboscada)
13. Last Campaign (Última campaña)